# Marco Pascolo
Marco Pascolo (Sion, 9 mei 1966) is een voormalig Zwitsers voetballer, die speelde als doelman en zijn carrière beëindigde in 2003 bij Servette FC Genève. Voordien speelde hij onder andere voor FC Sion, Neuchâtel Xamax en FC Zürich. Met Servette won hij de Zwitserse landstitel (1994), met FC Zürich veroverde hij de Zwitserse beker (2000).

## Clubcarrière
Pascolo begon in de jeugd van FC Sion op negenjarige leeftijd met voetbal. In 1986 maakte hij zijn debuut in het eerste elftal. Vanaf 1989 bracht hij twee seizoenen door bij Neuchâtel Xamax, maar zijn doorbraak kwam met de transfer naar Servette FC in 1991. Na het EK voetbal 1996 in Engeland vertrok Pascolo naar de Italiaanse Serie A, waar hij 14 keer in actie kwam voor Cagliari, maar na een trainerswissel viel hij uit de gratie en stapte hij over naar Nottingham Forest. Daar speelde hij slechts zeven wedstrijden.

## Interlandcarrière
Pascolo speelde in totaal 55 officiële wedstrijden voor de Zwitserse nationale ploeg. Onder leiding van de eveneens debuterende Engelse bondscoach Roy Hodgson maakte hij zijn debuut op 26 januari 1992 in de vriendschappelijke wedstrijd tegen de Verenigde Arabische Emiraten (0-2) in Dubai, net als Michel Sauthier (FC Sion) en zijn clubgenoot Xavier Dietlin (Servette FC). Pascolo nam met zijn vaderland deel aan het WK voetbal 1994 en het EK voetbal 1996. In 2001 speelde hij zijn laatste interland (op 1 september tegen Joegoslavië) en werd hij verdrongen door Jörg Stiel.

## Erelijst
Servette
- Nationalliga A

1994
 FC Zürich
- Zwitserse beker

2000